# Cratere Galle (Luna)
Galle è un cratere lunare di 20,96 km situato nella parte nord-orientale della faccia visibile della Luna, nel Mare Frigoris a nord-nordest del cratere Aristoteles.
La formazione è quasi circolare, con un bordo netto e scarsamente eroso. Tranne delle leggere protuberanze a nord e nordest, il cratere appare relativamente simmetrico.
Il cratere è dedicato all'astronomo tedesco Johann Gottfried Galle.

## Crateri correlati
Alcuni crateri minori situati in prossimità di Galle sono convenzionalmente identificati, sulle mappe lunari, attraverso una lettera associata al nome.
| Galle | Coordinate            | Diametro (in km) |
| ----- | --------------------- | ---------------- |
| A     | 53°59′24″N 22°16′12″E | 5,77             |
| B     | 55°33′36″N 17°32′24″E | 7,01             |
| C     | 57°48′00″N 24°30′36″E | 11,34            |